# Línea E2 (EMT Madrid)
La línea E2 (a efectos de numeración interna, 402) de la EMT de Madrid une el área intermodal de la Avenida de Felipe II con la estación de Las Musas, en el barrio de Rosas (San Blas-Canillejas).

## Características
La línea E2 es, junto con la línea E3, una de las dos líneas exprés de la EMT puestas en marcha el 2 de diciembre de 2009 tras la inauguración del carril bus de la calle de O'Donnell entre el Puente de La Elipa y el cruce con la calle del Doctor Esquerdo. Anteriores a las citadas, sólo existía como exprés la línea E1.
Esta nueva línea se enmarcaba en el programa de creación de líneas lanzadera exprés de la EMT, previsto dentro del plan de actuaciones para el cuatrienio 2008-2011. Las líneas exprés conectaban de manera rápida áreas intermodales periféricas de transporte con puntos estratégicos de la ciudad y se caracterizaban por tener pocas paradas. Además de ser una línea exprés, utilizaba una plataforma exclusiva de circulación, lo que permitía un considerable ahorro de tiempo en los trayectos, especialmente en aquellos realizados hacia la Avenida de Felipe II.
Esta línea une rápidamente la zona sur del distrito de San Blas - Canillejas con la almendra central, teniendo la cabecera periférica junto a la estación de Las Musas.

### Frecuencias
| Lunes a viernes laborables      |               |
| De 6:00 a 7:00                  | 10-15 minutos |
| De 7:00 a 21:00                 | 9-13 minutos  |
| De 21:00 a 23:00                | 12-18 minutos |
| Sábados laborables              |               |
| De 6:00 a 11:00                 | 13-16 minutos |
| De 11:00 a 21:00                | 11-15 minutos |
| De 21:00 a 23:00                | 11-19 minutos |
| Domingos y festivos             |               |
| De 7:00 a 9:00 De 22:00 a 23:00 | 16-27 minutos |
| De 9:00 a 22:00                 | 16-18 minutos |

## Recorrido y paradas

### Sentido Las Rosas
La línea inicia su recorrido en la Calle de Alcalá, entre las intersecciones con la Avenida de Felipe II y la calle de Goya. Desde aquí se dirige hacia la calle de Narváez, por la que circula hasta la calle de O'Donnell, donde gira a la izquierda para efectuar su primera parada. Sigue por la misma calle y efectúa su segunda parada en el cruce con la calle del Doctor Esquerdo, dando acceso al Hospital Gregorio Marañón y a la estación de metro de O'Donnell
Continúa por la Prolongación de O'Donnell hasta el kilómetro 3, donde toma a la izquierda la calle de Fuente Carrantona hasta la Plaza de Alsacia, donde tiene su tercera parada.
Sigue por la calle de Aquitania efectuando 3 paradas más para seguir posteriormente por la calle de Suecia donde tiene 4 paradas hasta llegar al cruce con la calle de María Sevilla Diago, donde gira a la izquierda para, poco después, volver a girar a la izquierda por la Avenida de Niza, donde efectúa su última parada justo al lado del acceso a la estación de Las Musas.
Actualmente, no entra en el área intermodal de la Plaza de Alsacia, sino que tiene parada en el margen derecho de la plaza y sale directamente por la calle Aquitania. Antes efectuaba parada dentro del intercambiador pero se modificó la ruta para no entrar en la plaza con el consiguiente retraso. 
| Código | Parada                           | Común con               | Conexiones con Metro   | Otros |
| ------ | -------------------------------- | ----------------------- | ---------------------- | ----- |
| 755    | FELIPE II (C/ Alcalá, 96)        | E3                      | Goya                   |       |
| 5618   | O'Donnell-Narváez                | E3                      |                        |       |
| 153    | Metro O'Donnell                  | 28 E3 Exprés Aeropuerto | O'Donnell              |       |
| 4763   | Fuente Carrantona-Avenida Daroca | 140                     |                        |       |
| 4635   | Alsacia                          | 106 140                 | Alsacia                |       |
| 4636   | Aquitania-Capri                  | 106 140 159 287         |                        |       |
| 4637   | Aquitania-República Eslovaca     | 106 140 159 287         |                        |       |
| 4210   | Aquitania-Toscana                | 106 140 153 159 287     | Avenida de Guadalajara |       |
| 4407   | Suecia-Rumanía                   | 140 153                 |                        |       |
| 4411   | Metro Las Rosas                  | 140 153                 | Las Rosas              |       |
| 4415   | Suecia-Mánchester                | 140                     |                        |       |
| 4417   | Suecia-Catania                   | 140                     |                        |       |
| 3409   | LAS ROSAS-METRO LAS MUSAS        | 38                      | Las Musas              |       |

### Sentido Felipe II
La línea inicia su recorrido en la Avenida de Niza, junto a la estación de Las Musas. Continúa por la misma avenida, girando a la izquierda por la Calle de Julia García Boután para, inmediatamente, girar a la derecha por la calle de Suecia. Desde aquí el recorrido es igual al de ida excepto en los siguientes puntos:
- Circula unos metros por las avenidas de Canillejas a Vicálvaro y de Guadalajara en lugar de por la calle de Aquitania.

- No entra en el área intermodal de la Plaza de Alsacia, sino que toma directamente la calle de Fuente Carrantona.

- Al circular por la calle de Narváez, gira a la izquierda por la Avenida de Felipe II y sigue hasta girar a la derecha por la calle de Alcalá, donde tiene su última parada.

| Código | Parada                                     | Común con                  | Conexiones con Metro   | Otros |
| ------ | ------------------------------------------ | -------------------------- | ---------------------- | ----- |
| 3409   | LAS ROSAS-METRO LAS MUSAS                  | 38                         | Las Musas              |       |
| 4416   | Suecia-Mánchester                          | 140                        |                        |       |
| 4412   | Metro Las Rosas                            | 140                        | Las Rosas              |       |
| 4408   | Suecia-Rumanía                             | 140 153                    |                        |       |
| 4509   | Avenida de Guadalajara-Albericia           | 106 140 159 287            | Avenida de Guadalajara |       |
| 4507   | Aveenida de Guadalajara-República Eslovaca | 106 140 159 287            |                        |       |
| 4655   | Alsacia                                    | 106 140                    | Alsacia                |       |
| 4762   | Fuente Carrantona-Avenida de Daroca        | 140                        |                        |       |
| 5620   | Metro O'Donnell                            | E3 E4 E5 Exprés Aeropuerto | O'Donnell              |       |
| 5619   | O'Donnell-Narváez                          | E3 E4 E5                   |                        |       |
| 5034   | Felipe II (solo descenso de viajeros)      | 15 29 215 E3               |                        |       |
| 755    | FELIPE II (C/ Alcalá, 96)                  | E3                         | Goya                   |       |